# Subsource
Subsource — британская музыкальная группа, из небольшого городка Гилфорд. Их стиль невозможно отнести к какой-либо категории — их музыка является уникальным сочетанием энергичного панка, жесткого звучания металла, тяжелого баса дабстепа и современной электроники.

## История
После успеха их дебютного альбома Tales from the Doombox (2010) выпустили документальный фильм «Dubumentary» (2011) совместно с «The Surgery Production». Фильм рассказывает о их развитии группы, испытаниях, достижениях и потерях на пути к сцене Великобритании и мира. «Большинство документальных фильмов создаются когда группа уже добилась успеха. Немногие показывают их продвижение в пути»

## Дискография
- 2010 — Tales From The Doombox
- 2012 — Generation Doom (EP)